# Саутчейз (Флорида)
Саутчейз (англ. Southchase) — переписна місцевість (CDP) в США, в окрузі Орандж штату Флорида. Населення — 16 276 осіб (2020).

## Географія
Саутчейз розташований за координатами 28°22′45″ пн. ш. 81°23′24″ зх. д. / 28.37917° пн. ш. 81.39000° зх. д. (28.379048, -81.390135).  За даними Бюро перепису населення США в 2010 році переписна місцевість мала площу 17,71 км², уся площа — суходіл.

## Демографія
Згідно з переписом 2010 року, у переписній місцевості мешкала 15 921 особа в 4878 домогосподарствах у складі 4052 родин. Густота населення становила 899 осіб/км².  Було 5307 помешкань (300/км²).
Расовий склад населення:
| - 55,7 % — білих - 14,0 % — чорних або афроамериканців - 11,0 % — азіатів - 0,3 % — корінних американців - 0,2 % — вихідців з тихоокеанських островів - 13,9 % — осіб інших рас |

До двох чи більше рас належало 4,8 %. Частка іспаномовних становила 48,7 % від усіх жителів.
За віковим діапазоном населення розподілялося таким чином: 27,6 % — особи молодші 18 років, 64,8 % — особи у віці 18—64 років, 7,6 % — особи у віці 65 років та старші. Медіана віку мешканця становила 34,1 року. На 100 осіб жіночої статі у переписній місцевості припадало 95,1 чоловіків;  на 100 жінок у віці від 18 років та старших — 91,9 чоловіків також старших 18 років.
Середній дохід на одне домашнє господарство  становив 75 410 доларів США (медіана — 56 473), а середній дохід на одну сім'ю — 78 830 доларів (медіана — 56 813). Медіана доходів становила 42 488 доларів для чоловіків та 40 582 долари для жінок. За межею бідності перебувало 11,7 % осіб, у тому числі 17,9 % дітей у віці до 18 років та 9,0 % осіб у віці 65 років та старших.
Цивільне працевлаштоване населення становило 7795 осіб. Основні галузі зайнятості: мистецтво, розваги та відпочинок — 27,2 %, освіта, охорона здоров'я та соціальна допомога — 18,1 %, роздрібна торгівля — 13,0 %, науковці, спеціалісти, менеджери — 10,6 %.